# PFC Litex Lovech

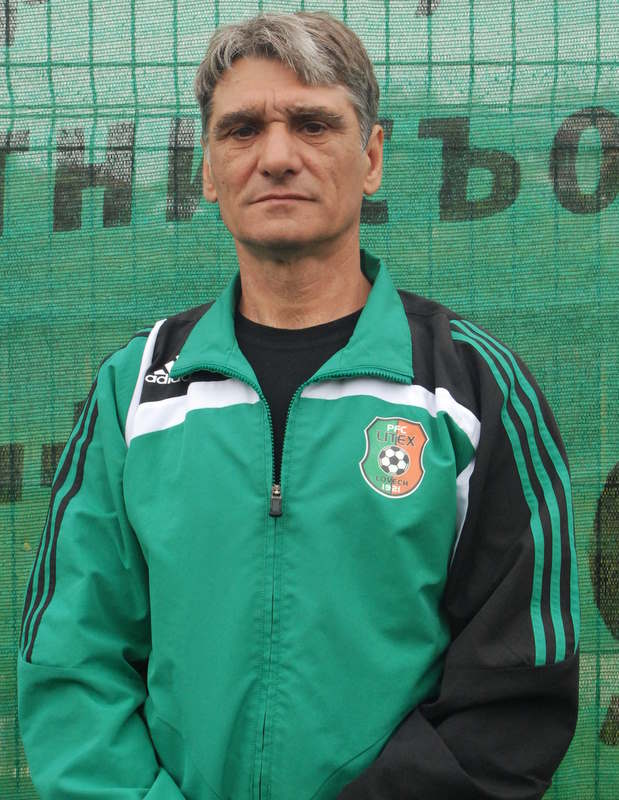
Plamen Linkov es el goleador histórico del club.

El PFC Litex Lovech (en búlgaro: ПФК Литекс Ловеч) es un club de fútbol búlgaro, de la ciudad de Lovech en la Provincia de Lovech. Fue fundado en 1921 y juega en la B PFG tras el descenso administrativo de la A PFG, Primera División de Bulgaria, sufrido en la temporada 2015-2016 por cuestiones extradeportivas.
El club disputa sus partidos como local en el estadio Lovech, que tiene una capacidad para 10 000 espectadores, focos eléctricos y el permiso para organizar partidos europeos. El Litex ha ganado el Campeonato de liga y la Copa de Bulgaria en cuatro ocasiones. Es, además, junto con el CSKA Sofía y el Levski Sofia, es el cuarto club más importante del fútbol búlgaro, que representa al país en la Asociación de Clubes Europeos.

## Historia
El club fue fundado en 1921 como Hisarya y comenzó a jugar la liga de fútbol en 1923. Con los años, el club ha cambiado su nombre varias veces. Desde 1957 fue conocido como Karpachev, antes de convertirse en Osam en 1979. Con esta última denominación el club pasó el periodo menos exitoso de su historia, jugando constantemente en B PFG, la segunda división del fútbol búlgaro, y disputando la promoción por evitar el descenso en varias ocasiones. Una estrella notable durante este período fue Plamen Linkov que es el futbolista que más partidos ha disputado en la historia del club, con 575 partidos, anotando 167 goles.
En 1990 la compañía LEX se convirtió en el patrocinador del equipo. En el mismo año, el club había cambiado su nombre a LEX Club de Fútbol (Futbolen Klub LEX). La temporada 1993-94 fue un éxito para el LEX, que terminó primero en la B PFG y se clasificó para la A PFG por primera vez en la historia del club. La primera temporada en la máxima categoría fue un éxito para un club como el LEX, que terminó undécimo después de las victorias contra equipos de la talla de CSKA Sofía (1-0), Slavia Sofía (1-0) y Lokomotiv Sofía (1-0). La temporada siguiente fue complicada y el club, renombrado a Lovech, no pudo evitar el descenso a la segunda división.

### Era de Grisha Ganchev (1996–2015)
En junio de 1996 el club fue comprado por el empresario del petróleo y ciudadano de Lovech Grisha Ganchev y cambió su nombre a Litex. La toma fue seguida de inmediato por una serie de ofertas por futbolistas de alto nivel. Ferario Spasov fue nombrado como el nuevo entrenador Litex. Spasov llevó al club de nuevo a la A PFG en la primera temporada. Durante la temporada 1996-97 Litex también alcanzó los cuartos de final de la Copa de Bulgaria y la final de la Copa de la Liga búlgara, que perdió después en la tanda de penaltis.
En la temporada 1997-98, con el Litex nuevamente en la Primera división, el club consiguió convertirse en campeón de Bulgaria por primera vez en su historia, terminando la temporada con cinco puntos de ventaja sobre el segundo clasificado, el Levski Sofia. El delantero del equipo Dimcho Belyakov se convirtió en el máximo goleador con sus 21 goles durante la temporada, mientras que el centrocampista Stoycho Stoilov recibió el premio de Mejor Jugador de la Liga. La primera participación del club en la Liga de Campeones también fue prometedor. El Litex eliminó al Halmstads BK (2:0 y 1:2) y llegó a la segunda ronda de clasificación, pero fue eliminado por el Spartak Moscú.

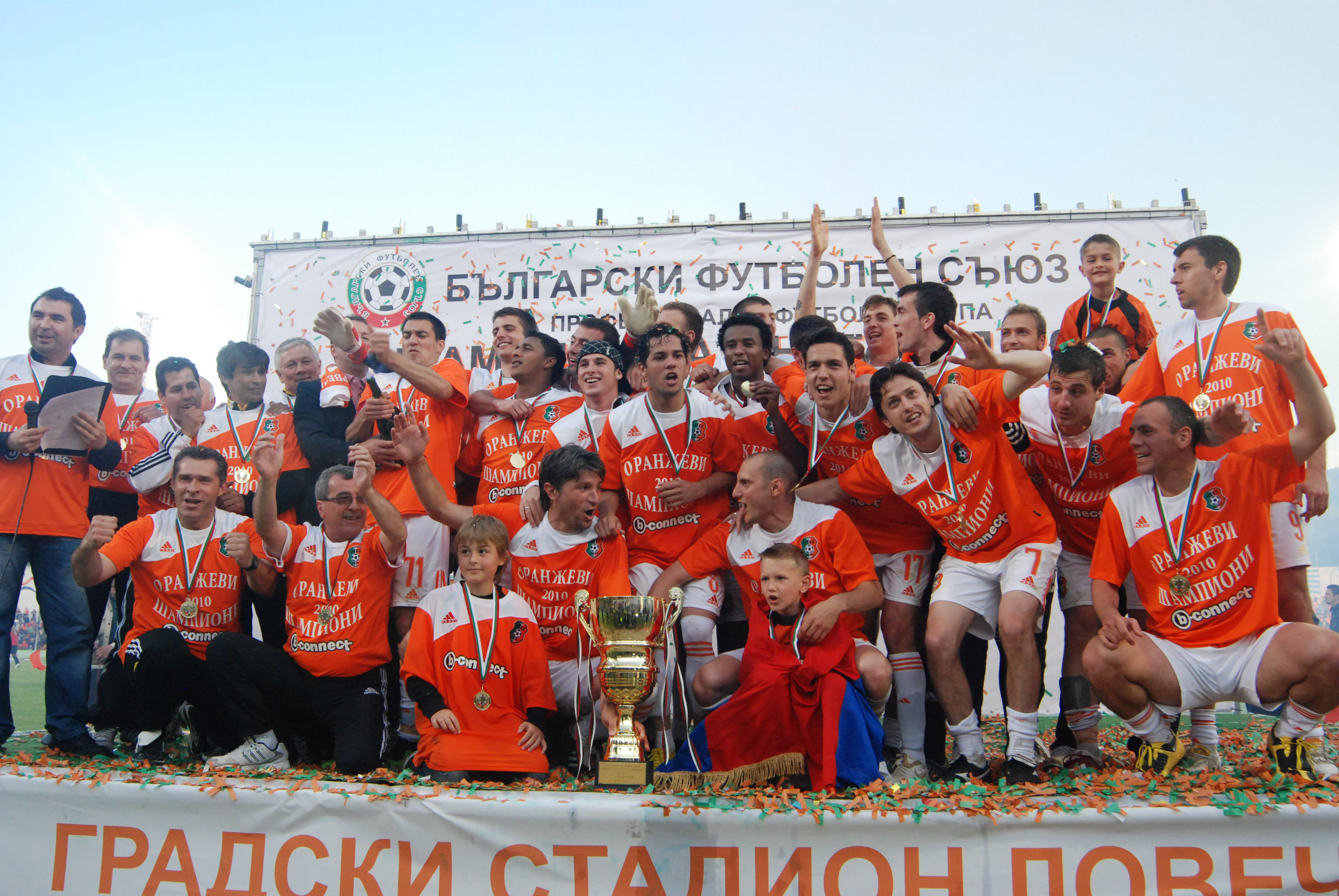
El Litex celebrando su tercer título de Liga.

Un año más tarde, el Litex volvió a hacer historia al revalidar el título de liga, perdiendo sólo dos partidos durante toda la temporada. Se convirtieron en el primer club de provincia en ganar dos títulos consecutivos de liga desde 1920. Durante la campaña Litex infligió la mayor derrota de toda la historia del CSKA Sofía, venciendo 8-0 en el estadio Lovech el 29 de noviembre de 1998.

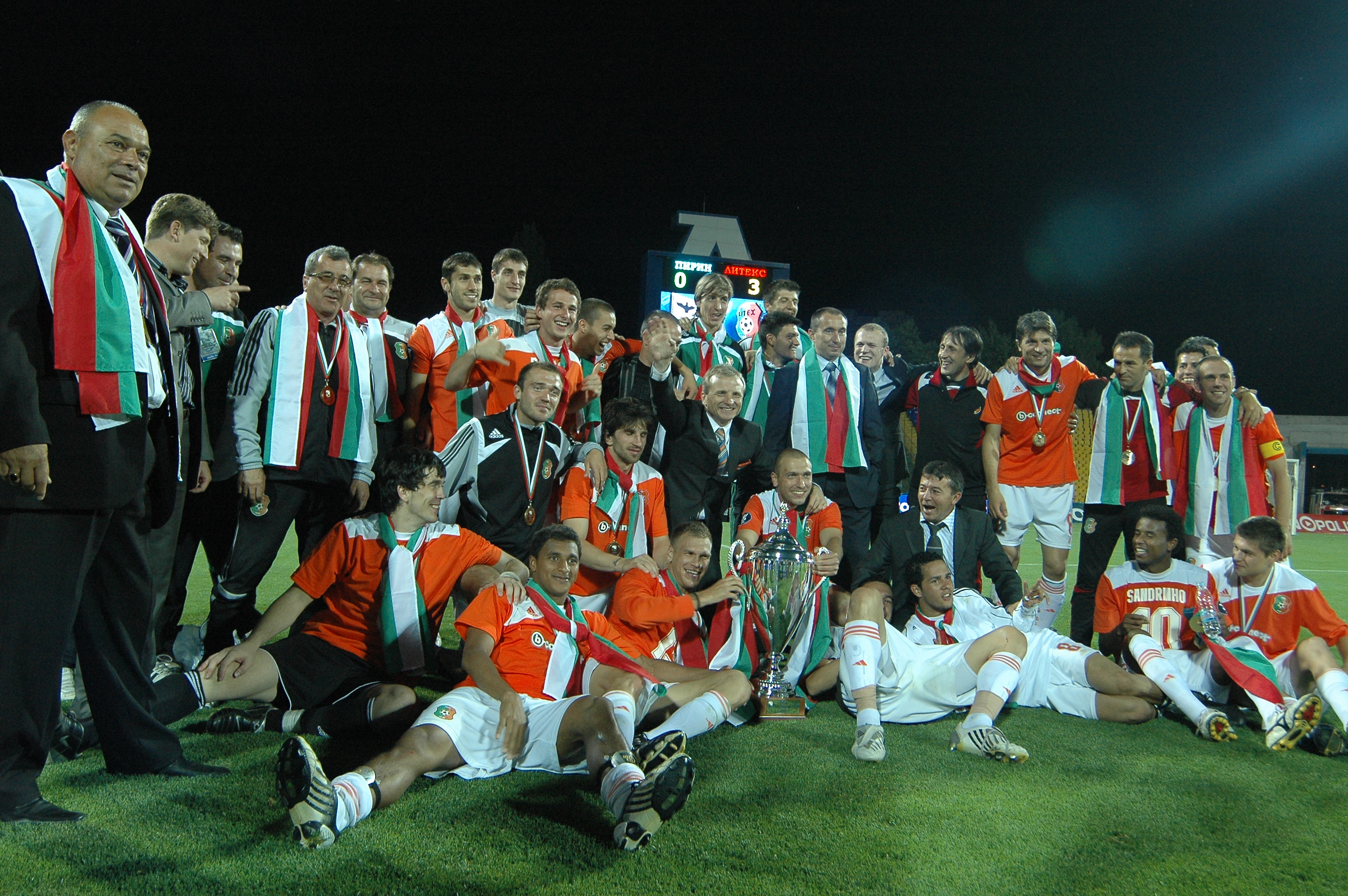
Litex con la Copa de Bulgaria del 2009.

Posteriormente ganó la Copa de Bulgaria en cuatro ocasiones, en 2001 (una victoria de 1-0 contra el Velbazhd Kyustendil tras la prórroga), en 2004 (una victoria sobre el CSKA después de un 2:2 en el tiempo reglamentario y vencer en la tanda de penaltis), en 2008 con una victoria sobre el Cherno More Varna (1-0) y en 2009 contra el Pirin Blagoevgrad (3-0 en el tiempo reglamentario). A principios de agosto de 2007, el Litex firmó un patrocinio de tres años y la publicidad contrato con el operador búlgaro de telefonía móvil GLOBUL y comenzó la temporada 2007/08 con el logotipo del servicio móvil en las camisetas del equipo. Antes del inicio de la temporada 2008/09, perdió la Supercopa de Bulgaria por 0-1 ante el CSKA. El gol de la victoria para el equipo del ejército fue anotado por Kiril Kotev en el minuto 65. Una temporada más tarde, el Litex volvió a perder la Supercopa de Bulgaria, 0-1, ante el campeón Levski Sofia.
En la temporada 2009-10 el Litex volvió a proclamarse campeón de liga por tercera vez en su historia, terminando con doce puntos más que el segundo, el CSKA. El 12 de agosto de 2010, el Litex se impuso al Beroe Stara Zagora, 2-1, para ganar la Supercopa por primera vez en la historia del club. En 2010-11 el Litex logró su cuarto título de liga bajo el mandato del entrenador y exjugador Luboslav Penev, asegurando el campeonato con una victoria 1-3 contra el Lokomotiv Sofia el 21 de mayo de 2011.

### Era de Danail Ganchev (2015-hoy)
En el verano de 2015, Grisha Ganchev fue relegado de su puesto de dueño solo para ocupar el mismo puesto en el CSKA Sofia, el cual recientemente había entrado en una crisis financiera., por lo que su hijo Danail se convirtió en el nuevo dueño del club.
El 16 de diciembre de 2015 en Litex Lovech fue relegado de la máxima categoría luego de que los jugadores del club fueron forzados a abandonar el campo de juego por orden de su gerente deportivo Stoycho Stoilov cuatro días antes en su partido de liga ante el PFC Levski Sofía luego de que al Litex le expulsaron dos jugadores cuando iban ganando 1-0. El 20 de enero de 2016 el club fue relegado oficialmente a la B PFG para la temporada 2016/17, aunque el club todavía puede participar en la Copa de Bulgaria de la temporada 2015/16 y sus jugadores pueden terminar la temporada con el Litex Lovech II de la segunda división.

## Uniforme
- Uniforme titular: Camiseta naranja, pantalón negro, medias negras.
- Uniforme alternativo: Camiseta verde, pantalón blanco, medias verdes.

## Jugadores

### Plantilla 2015/16
- = Lesionado de larga duración

## Palmarés

### Torneos nacionales (9)
| Competiciones Nacionales          | Títulos                             | Subcampeonatos                |
| --------------------------------- | ----------------------------------- | ----------------------------- |
| Primera Liga de Bulgaria (4/1)    | 1997-98, 1998-99, 2009-10, 2010-11. | 2001-02.                      |
| Copa de Bulgaria (4/3)            | 2000-01, 2003-04, 2007-08, 2008-09. | 1998-99, 2002-03, 2006-07.    |
| Copa de la Liga de Bulgaria (0/1) |                                     | 1996-97.                      |
| Supercopa de Bulgaria (1/5)       | 2010.                               | 2004, 2007, 2008, 2009, 2011. |

## Participación en competiciones de la UEFA

### UEFA Champions League / Copa Europea
| Temporada | Ronda            | Club           | Local | Visita     | Global       |
| --------- | ---------------- | -------------- | ----- | ---------- | ------------ |
| 1998–99   | Clasificatoria 1 | Halmstad       | 2–0   | 1–2        | 3–2          |
| 1998–99   | Clasificatoria 2 | Spartak Moscú  | 0–5   | 2–6        | 2–11         |
| 1999–00   | Clasificatoria 1 | Glentoran      | 3–0   | 2–0        | 5–0          |
| 1999–00   | Clasificatoria 2 | Widzew Łódź    | 4–1   | 1–4 (pró.) | 5–5 (2–3 p.) |
| 2010–11   | Clasificatoria 2 | Rudar Pljevlja | 1–0   | 4–0        | 5–0          |
| 2010–11   | Clasificatoria 3 | Žilina         | 1–1   | 1–3        | 2–4          |
| 2011–12   | Clasificatoria 2 | Mogren         | 3–0   | 2–1        | 5–1          |
| 2011–12   | Clasificatoria 3 | Wisła Kraków   | 1–2   | 1–3        | 2–5          |

### UEFA Europa League / UEFA Cup
| Temporada | Ronda            | Club                  | Casa       | Visita     | Global   |
| --------- | ---------------- | --------------------- | ---------- | ---------- | -------- |
| 1998–99   | 1                | Grazer AK             | 1–1        | 0–2        | 1–3      |
| 2001–02   | Clasificatoria   | Longford Town         | 2–0        | 1–1        | 3–1      |
| 2001–02   | 1                | Inter Bratislava      | 3–0        | 0–1        | 3–1      |
| 2001–02   | 2                | Union Berlin          | 0–0        | 2–0        | 2–0      |
| 2001–02   | 3                | AEK Atenas            | 1–1        | 2–3        | 3–4      |
| 2002–03   | Clasificatoria   | Atlantas              | 5–0        | 3–1        | 8–1      |
| 2002–03   | 1                | Panathinaikos         | 0–1        | 1–2 (pró.) | 1–3      |
| 2003–04   | Clasificatoria   | Zimbru                | 0–0        | 0–2        | 0–2      |
| 2004–05   | Clasificatoria 2 | Željezničar           | 7–0        | 2–1        | 9–1      |
| 2004–05   | 1                | Grazer AK             | 1–0        | 0–5        | 1–5      |
| 2005–06   | Clasificatoria 2 | Rijeka                | 1–0        | 1–2        | (v.) 2–2 |
| 2005–06   | 1                | Genk                  | 2–2        | 1–0        | 3–2      |
| 2005–06   | Grupo D          | Grasshopper           | 2–1        |            | 3º Lugar |
| 2005–06   | Grupo D          | Dnipro Dnipropetrovsk |            | 2–0        | 3º Lugar |
| 2005–06   | Grupo D          | AZ Alkmaar            | 0–2        |            | 3º Lugar |
| 2005–06   | Grupo D          | Middlesbrough         |            | 0–2        | 3º Lugar |
| 2005–06   | 1/32             | RC Strasbourg         | 0–2        | 0–0        | 0–2      |
| 2006–07   | Clasificatoria 1 | Koper                 | 5–0        | 1–0        | 6–0      |
| 2006–07   | Clasificatoria 2 | Omonia                | 2–1        | 0–0        | 2–1      |
| 2006–07   | 1                | Maccabi Haifa         | 1–3        | 1–1        | 2–4      |
| 2007–08   | Clasificatoria 1 | Sliema Wanderers      | 4–0        | 3–0        | 7–0      |
| 2007–08   | Clasificatoria 2 | Besa Kavajë           | 3–0        | 3–0        | 6–0      |
| 2007–08   | 1                | Hamburgo              | 0–1        | 1–3        | 1–4      |
| 2008–09   | Clasificatoria 2 | Ironi Kiryat Shmona   | 0–0        | 2–1        | 2–1      |
| 2008–09   | 1                | Aston Villa           | 1–3        | 1–1        | 2–4      |
| 2009–10   | Play-off         | BATE Borisov          | 0–4 (pró.) | 1–0        | 1–4      |
| 2010–11   | Play-off         | Debreceni             | 1–2        | 0–2        | 1–4      |
| 2011–12   | Play-off         | Dinamo Kiev           | 1–2        | 0–1        | 1–3      |
| 2014–15   | Clasificatoria 1 | Veris                 | 3–0        | 0–0        | 3–0      |
| 2014–15   | Clasificatoria 2 | Diósgyőri VTK         | 0–2        | 2–1        | 2–3      |
| 2015–16   | Clasificatoria 1 | Jelgava               | 2–2        | 1–1        | 3–3 (v.) |

## Entrenadores

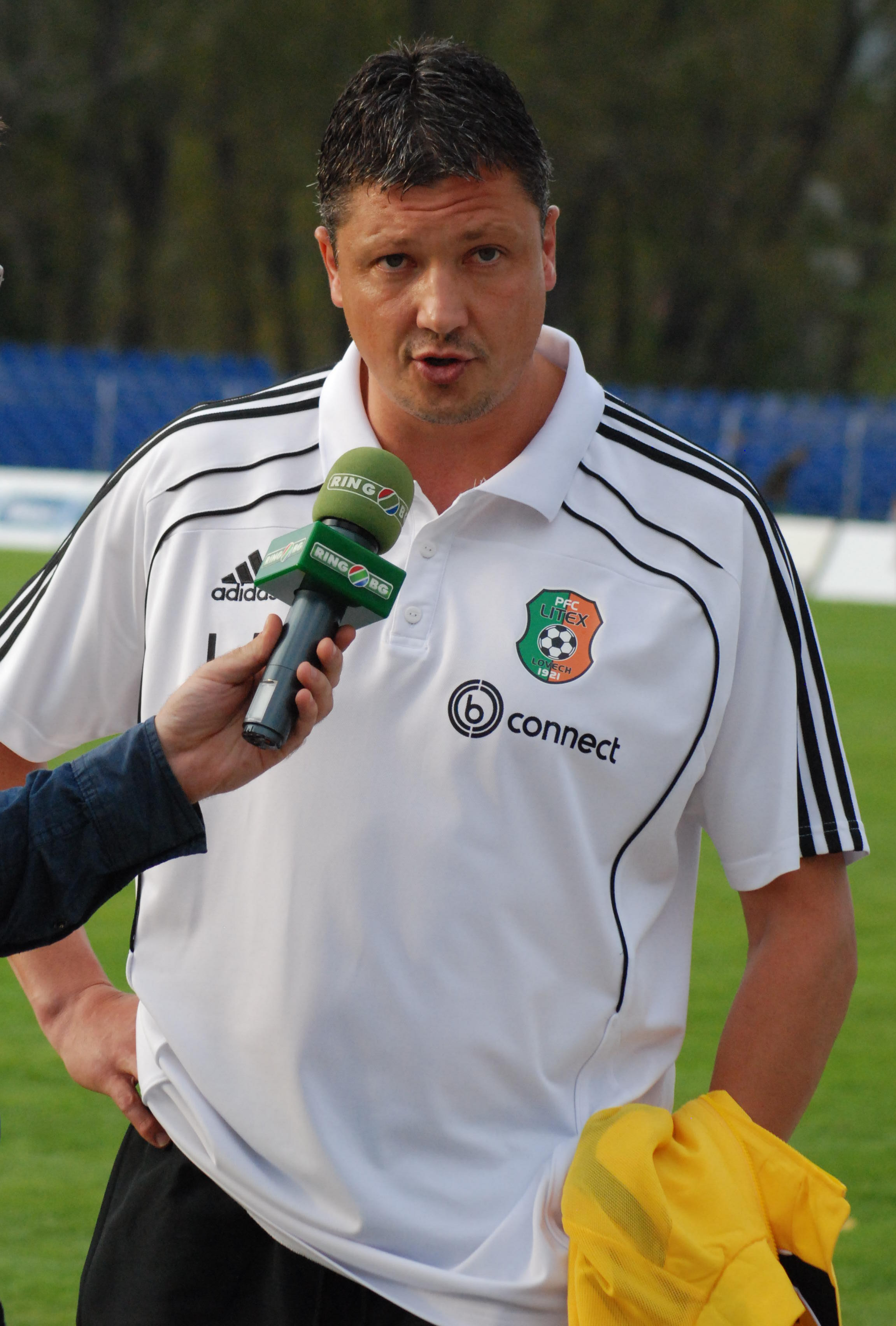
Lubo Penev, entrenador del Litex y campeón 2010-11.

Esta es una lista de los últimos entrenadores del Litex Lovech:
| Nombre                     | País                | Desde              | Hasta              | Títulos     |
| -------------------------- | ------------------- | ------------------ | ------------------ | ----------- |
| Stoycho Mladenov           | Bandera de Bulgaria | junio de 2004      | noviembre de 2004  | –           |
| Itzhak Shum                | Bandera de Israel   | enero de 2005      | mayo de 2005       | –           |
| Ljupko Petrović            | Bandera de Serbia   | junio de 2005      | mayo de 2007       | –           |
| Ferario Spasov             | Bandera de Bulgaria | junio de 2007      | noviembre de 2007  | –           |
| Miodrag Ješić              | Bandera de Serbia   | noviembre de 2007  | mayo de 2008       | 1 Copa      |
| Stanimir Stoilov           | Bandera de Bulgaria | junio de 2008      | septiembre de 2009 | 1 Copa      |
| Angel Chervenkov           | Bandera de Bulgaria | septiembre de 2009 | agosto de 2010     | 1 A PFG     |
| Petko Petkov               | Bandera de Bulgaria | agosto de 2010     | septiembre de 2010 | 1 Supercopa |
| Lyuboslav Penev            | Bandera de Bulgaria | septiembre de 2010 | octubre de 2011    | 1 A PFG     |
| Atanas Dzhambazki          | Bandera de Bulgaria | octubre de 2011    | enero de 2012      | –           |
| Hristo Stoichkov           | Bandera de Bulgaria | enero de 2012      | junio de 2013      | –           |
| Zlatomir Zagorčić          | Bandera de Bulgaria | julio de 2013      | marzo de 2014      | –           |
| Miodrag Ješić              | Bandera de Serbia   | marzo de 2014      | mayo de 2014       | –           |
| Krasimir Balakov           | Bandera de Bulgaria | mayo de 2014       | julio de 2015      |             |
| Ljupko Petrović (interino) | Bandera de Serbia   | Julio de 2015      | Agosto de 2015     |             |
| Laurențiu Reghecampf       | Bandera de Rumania  | Agosto 2015        | Diciembre de 2015  |             |
| Ljupko Petrović            | Bandera de Serbia   | Diciembre de 2015  | Enero de 2016      |             |
| Lyuboslav Penev            | Bandera de Bulgaria | Enero de 2016      |                    |             |